# 槟榔青冈
槟榔青冈（学名：Quercus bella）为壳斗科青冈属下的一个种。